# Епидемия от морбили в Самоа
Епидемията от морбили в Самоа започва през октомври 2019 г.
Към 4 декември 2019 г. в Самоа има 60 смъртни случая и над 4000 случая на морбили. Това е около 2,0% от цялото население на страната, предимно деца до 4-годишна възраст. Потвърдени са и 10 случая във Фиджи. На 17 ноември 2019 г. е обявено извънредно положение, при което са преустаноивени учебните занятия, забранено е на деца под 17-годишна възраст да посещават обществени мероприятия и е въведена задължителна ваксинация. УНИЦЕФ изпраща 110 500 ваксини в Самоа. В Тонга и Фиджи също е обявено извънредно положение. Учебните занятия и в Тонга са преустановени за няколко дни, а всички пътуващи от Тонга и Самоа до Американска Самоа трябва да удостоверят с документ, че са ваксинирани. Във Фиджи с предимство се ваксинират малки деца и пътуващи в чужбина.
На 2 декември 2019 г. правителството на Самоа налага полицейски час и отменя всички коледни тържества и публични събирания. Наредено е пред къщите на неваксинираните да се поставя червено знаме или плат, за да предупредят другите и да подпомогнат усилията за масова ваксинация. Като част от усилията за помощ Кралските военновъздушни сили на Нова Зеландия транспортират медицински консумативи и оборудване в Самоа. Медици от Нова Зеландия, Австралия, Великобритания, Френска Полинезия и Франция оказват помощ на медицинските екипи в Самоа.
Премиерът на Самоа Туилаепа Малиелегаои заявява, че ще предложи закон санкциониращ родителите, които отказват да ваксинират децата си.
Епидемията се дължи на резкия спад на ваксинация срещу морбили от предходната година, след инцидент през 2018 г., когато две бебета починаха малко след ваксинация, при което страната спира програмата си за ваксинация срещу морбили. Причината за смъртта на двете бебета е неправилно поставяне на ваксините от две медицински сестри, които смесват ваксината с упойка. Към 30 ноември над 50 000 души са ваксинирани от правителството на Самоа.